# Carpha schoenoides
Carpha schoenoides là một loài thực vật có hoa trong họ Cói. Loài này được Banks & Sol. ex Hook.f. mô tả khoa học đầu tiên năm 1846.